# NHK神津島テレビ中継放送所
NHK神津島テレビ中継放送所（エヌエイチケイこうづしまテレビちゅうけいほうそうしょ）は、東京都神津島村にあったNHK放送センターのテレビ中継局である。

## 概要
- 当中継局は、神津島島内に置かれ、電波を発射していたが、受信環境の変化等で1989年（平成元年）3月20日を以て廃局となった[要出典]。

## 中継局概要（廃局時点）
| 放送局名          | チャンネル | 空中線電力        | ERP  | 放送対象地域 | 放送区域内世帯数 |
| NHK東京教育テレビ | 29ch       | 映像1W /音声250mW | 不明 | 全国放送     | 不明             |
| NHK東京総合テレビ | 31ch       | 映像1W /音声250mW | 不明 | 関東広域圏   | 不明             |